# Amphoe Ban Haet
Amphoe Ban Haet (Thai: อำเภอ บ้านแฮด) ist ein Landkreis (Amphoe – Verwaltungs-Distrikt) in der Provinz Khon Kaen. Die Provinz Khon Kaen liegt in der Nordostregion von Thailand, dem so genannten Isan.

## Geographie
Benachbarte Landkreise (von Süden im Uhrzeigersinn): die Amphoe Ban Phai, Mancha Khiri, Phra Yuen und Mueang Khon Kaen in der Provinz Khon Kaen, sowie Amphoe Kosum Phisai der Provinz Maha Sarakham.

## Geschichte
Ban Haet wurde am 1. April 1995 zunächst als „Zweigkreis“ (King Amphoe) eingerichtet, indem das Gebiet des heutigen Landkreises vom Amphoe Ban Phai abgetrennt wurde.
Am 15. Mai 2007 hatte die thailändische Regierung beschlossen, alle 81 King Amphoe in den einfachen Amphoe-Status zu erheben, um die Verwaltung zu vereinheitlichen.
Mit der Veröffentlichung in der Royal Gazette „Issue 124 chapter 46“ vom 24. August 2007 trat dieser Beschluss offiziell in Kraft.

## Verkehr
Ban Haet verfügt über einen Bahnhof an der Nordostlinie der thailändischen Eisenbahn (Strecke Nakhon Ratchasima–Nong Khai). Durch den Bezirk führt die Thanon Mittraphap („Straße der Freundschaft“; Nationalstraße 2).

## Verwaltungseinheiten

### Provinzverwaltung
Der Landkreis Ban Haet ist in vier Tambon („Unterbezirke“ oder „Gemeinden“) eingeteilt, die sich weiter in 45 Muban („Dörfer“) unterteilen.
| Nr. | Name        | Thai     | Muban | Einw. |
| --- | ----------- | -------- | ----- | ----- |
| 1.  | Ban Haet    | บ้านแฮด   | 11    | 9.260 |
| 2.  | Khok Samran | โคกสำราญ | 16    | 9.067 |
| 3.  | Non Sombun  | โนนสมบูรณ์ | 11    | 9.311 |
| 4.  | Nong Saeng  | หนองแซง  | 07    | 5.079 |

### Lokalverwaltung
Es gibt drei Kommunen mit „Kleinstadt“-Status (Thesaban Tambon) im Landkreis:
- Ban Haet (Thai: เทศบาลตำบลบ้านแฮด), bestehend aus Teilen des Tambon Ban Haet,
- Wang Sawan (Thai: เทศบาลตำบลวังสวรรค์), bestehend ebenfalls aus (anderen) Teilen des Tambon Ban Haet,
- Khok Samran (Thai: เทศบาลตำบลโคกสำราญ), bestehend aus dem gesamten Tambon Khok Samran.

Außerdem gibt es zwei „Tambon-Verwaltungsorganisationen“ (องค์การบริหารส่วนตำบล – Tambon Administrative Organizations, TAO):
- Non Sombun (Thai: องค์การบริหารส่วนตำบลโนนสมบูรณ์)
- Nong Saeng (Thai: องค์การบริหารส่วนตำบลหนองแซง)